# Heike Graßmann
Heike Graßmann (* 1971) ist eine deutsche Wissenschaftsmanagerin und parteilose politische Beamtin. Seit 2025 ist sie Staatssekretärin im Sächsischen Staatsministerium für Wissenschaft, Kultur und Tourismus.

## Leben
Graßmann wuchs in Thüringen auf und absolvierte ein Studium der Betriebswirtschaftslehre mit den Schwerpunkten Personal, Organisation und Rechnungswesen an der Martin-Luther-Universität Halle-Wittenberg, welches sie als Diplom-Kauffrau abschloss. Nach dem Abschluss ihres Studiums war sie von 1997 bis 2002 als wissenschaftliche Mitarbeiterin am Lehrstuhl für Organisation und Personalwirtschaft ihrer Alma Mater tätig; sie promovierte bei Manfred Becker mit einer Dissertation zum Thema Personalentwicklung in Halle (Saale).
Nach dem Abschluss Promotion war sie als persönliche Referentin des administrativen Geschäftsführers des Helmholtz-Zentrums für Umweltforschung (UFZ) in Leipzig sowie des Kanzlers der Universität Leipzig tätig, ehe sie 2006 zum UFZ zurückkehrte und dort zunächst die Leitung der Finanzabteilung innehatte. Von Januar 2012 bis Ende September 2018 fungierte Graßmann als administrative Geschäftsführerin des UFZ und verantwortete dort die Bereiche Finanzen, Personal, Recht und Infrastruktur. Seit Oktober 2015 ist sie Honorarprofessorin im Bereich Unternehmens- und Personalführung an der Staatlichen Studienakademie Leipzig, von 2015 bis 2023 war sie im Ehrenamt als stellvertretende Vorsitzende des Hochschulrates der Hochschule für Technik, Wirtschaft und Kultur Leipzig tätig.
Von 2017 bis 2020 war sie kaufmännische Vizepräsidentin der Helmholtz-Gemeinschaft und Mitglied im Präsidium der Gesellschaft. Zum Oktober 2018 verließ Graßmann das UFZ in Leipzig in wechselte nach Berlin zum Max-Delbrück-Centrum für Molekulare Medizin in der Helmholtz-Gemeinschaft, wo sie den Posten der administrativen Vorständin übernahm. Seit Dezember 2022 ist sie Mitglied im Hochschulrat der Universität Leipzig, seit 2023 ist sie als Dozentin für Unternehmens- und Personalführung an der Technischen Universität Berlin tätig.
Am 17. Januar 2025 wurde Graßmann von Ministerpräsident Michael Kretschmer zur Staatssekretärin im Sächsischen Staatsministerium für Wissenschaft, Kultur und Tourismus ernannt, ihr Amt trat sie zum 1. Februar 2025 an. Sie folgte Andreas Handschuh nach, der im Zuge der Bildung des Kabinetts Kretschmer III in die Sächsische Staatskanzlei gewechselt war, und fungiert als Amtschefin des Ministeriums.

## Schriften
- Qualifikation, Kompetenz und Personalentwicklung: Zum Einfluss der Informations- und Kommunikationstechnik auf Bankmitarbeiter. Rainer Hampp Verlag, Mering 2005, ISBN 978-3-87988-949-5.